# Јоргос Орфанидис
Јоргос Орфанидис (грч. Γεώργιος Ορφανίδης; 1859, Измир — 1942) је био грчки стрелац, учесник првих Олимпијских игара 1896. у Атини. Орфандис је најстарији учесник који је освојио златну медаљу.
Орфанидис се такмичио у свих пет дисциплина стрељаштва:војничка пушка 200 метара, пушка слободног избора 300 метара, војнички пиштољ 25 метара, пиштољ брза паљба, пиштољ слободног избора.
У првој дисциплини, војничка пушка на 200 метара, Орфанидис је заузео пето место са 1698 кугова. Његово место у другој дисциплини, војнички пиштољ, није познато, али се зна да није освојио медаљу. У трећој дисциплини пиштољ слободног избора, заузима последње 5. место. Успех је дошао касније у дисциплини пиштољ брза паљба, када је постао други постигавши резултат 249 кругова са погођених 20 хитаца, изгубивши од Јоаниса Франгудиса. У последњој дисциплини пушка слободног избора на 300 метатра, био је најбољи победивши Франгудиса резултатом 1.538 кругова са 37 хитаца од могућих 40.
Орфанидис учествује у обележавању десетогодишњице првих модерних Олимпијских игара у Олимпијским међуиграма 1906. у Атини. Такмичио се у дисциплини гађања пиштољем са 50 метара и победио. Златну медаљу освојену на овом такмичењу МОК још ни данас не признаје као олимпијску медаљу јер ово такмичење нема ранг Олимпијских игара. На том такмичењу учествовао је у још девет дисциплина у стрељаштву.
Орфинидис учествује у тамичењу у стрељаштву на Олимпијским играма 1908. у Лондону. Такмичио се у четири дисциплине, али није освајио медаље.
Орфанидис је радио као правник дуги низ година, а између 1921. и 1930. био је члан Олимпијског комитета Грчке.

## Резултати
| Такмичење       | Дисциплина                                             | Пласман | Резултат      |
| --------------- | ------------------------------------------------------ | ------- | ------------- |
| ОИ 1896. Атина  | Војничка пушка 200 метара                              | 5       | 1.698 кругова |
| ОИ 1896. Атина  | Пушка сободног избора 300 метара                       | 1       | 1.583 круга   |
| ОИ 1896. Атина  | Војнички пиштољ 25 метара                              | 6-13    | непознато     |
| ОИ 1896. Атина  | Пиштољ брза паљба 25 метара                            | 2       | 249 кругова   |
| ОИ 1896. Атина  | Пиштољ слободног избора 30 метара                      | 5       | непознато     |
| МОИ 1906. Атина | Пиштољ слободног избора                                | 1       | 221           |
| МОИ 1906. Атина |                                                        |         |               |
| МОИ 1906. Атина |                                                        |         |               |
| МОИ 1906. Атина |                                                        |         |               |
| МОИ 1906. Атина |                                                        |         |               |
| МОИ 1906. Атина |                                                        |         |               |
| МОИ 1906. Атина |                                                        |         |               |
| МОИ 1906. Атина |                                                        |         |               |
| МОИ 1906. Атина |                                                        |         |               |
| МОИ 1906. Атина |                                                        |         |               |
| ОИ 1908 Лондон  | Војничка пушка тростав екипно 300 метара               | 9       | 622           |
| ОИ 1908 Лондон  | војничка пушка 200/500/600/800/900 и 1000 јарди екипно | 7       | 325           |
| ОИ 1908 Лондон  | пиштољ слободног избора 50 јарди екипно                | 7       | 358           |
| ОИ 1908 Лондон  | МК пушка 50 и 100 јарди појединачно за мушкарце        | 15      | 357           |